# Monactis vestita
Monactis vestita is een zeeanemonensoort uit de familie Hormathiidae.
Monactis vestita is voor het eerst wetenschappelijk beschreven door Gravier in 1918.